# Reginald Brooks-King
Reginald Brooks-King (n. 27 august 1861, Monmouth⁠(d), Țara Galilor, Regatul Unit al Marii Britanii și Irlandei – d. 19 septembrie 1938, Ottery St Mary, Anglia, Regatul Unit) a fost un arcaș ce a reprezentat Regatul Unit, medaliat olimpic. A participat la o ediție a Jocurilor Olimpice (1908) în care a câștigat o medalie de argint.